# Barbara West
Barbara Joyce Dainton (1911. május 24. - 2007. október 16.) A Titanic utolsó két túlélőjének egyike. A másik Millvina Dean.
Barbara West néven született Bournemouthben, Nagy-Britanniában Edwy Arthur West és felesége, Ada Mary Worth második gyermekeként. Egy nővére volt, Constance Mirium.
Amikor a Titanic 1912 áprilisában jéghegynek ütközött és elsüllyedt, első útján Amerika felé Barbara még csak 10 hónapos és 22 napos volt. Barbara családjával Southamptonban szállt fel a Titanicra, másodosztályon utaztak. Úti céljuk a floridai Gainesville volt. Barbara terhes édesanyjával és testvérével, Constance-szal megmenekült, feltehetőleg a 10-es mentőcsónakban, édesapja nem élte túl. Nem sokkal azután, hogy megérkeztek New Yorkba, édesanyjuk jegyet váltott a Celtic hajóra, és visszatértek Angliába, ahol édesanyja életet adott harmadik lányának.
Barbara 1952-ben feleségül ment William Ernest B. Daintonhoz. Élete végéig az angliai Truróban élt. Utolsó hónapjaiban teljes ellátást igényelt, mivel cselekvőképtelenné vált.
2007. október 16-án halt meg Truróban, 96 éves korában. Temetési szertartására november 5-én került sor a trurói székesegyházban.
Sosem vett részt semmiféle a Titanickal kapcsolatos rendezvényen, és elutasította a beszélgetést is a katasztrófáról.